# Commando marine

Förbandstecken för Commando marine.

Commando marine är den franska marinens, Marine Nationales, specialförband.

## Organisation
Commando marine består av sex kommandon. Varje kommando består av 80 till 100 kommandosoldater, uppdelade i grupper om 15 till 17 operatörer.

### Lorient
Fem kommandon är baserade i Lorient:
- Commando Jaubert - inbrytningar till sjöss och terroristbekämning till havs.
- Commando Trepel - dito.
- Commando de Montfort -  understöd och fjärrbekämpning (bland annat prickskytte).
- Commando Penfentenyo - inhämtning av operativa underrättelser.
- Commando Kieffer - avancerad teknik.

### Saint-Mandrier-sur-Mer
Ett kommando är baserad i Saint-Mandrier-sur-Mer:
- Commando Hubert - attackdykare

### Nedlagd antiterroristenhet
Tidigare fanns det en ECTLO (Escouade de contre-terrorisme et de libération d'otages), som hade i sin sammansättning grupper separerade från Commando Jaubert, Commando Trepel och Commando Hubert.

## Bilder

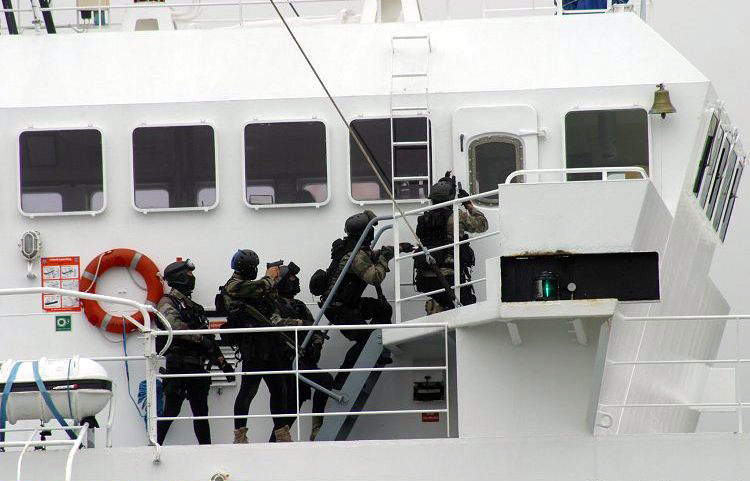
Kommandosoldater från kommando Jaubert gör inbrytning på ett fartyg under en övning
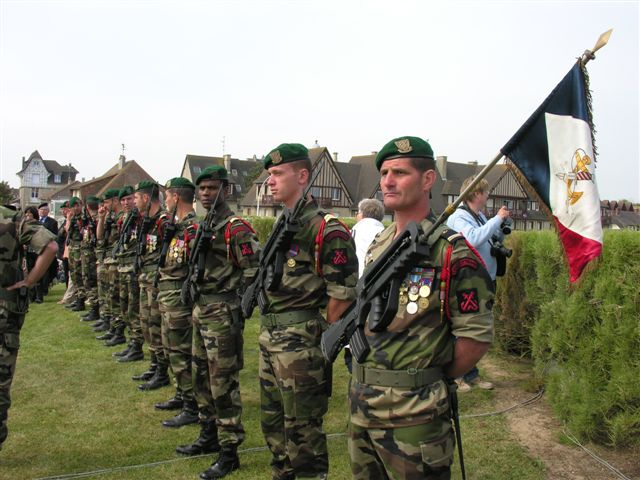
Paradtrupp från Commando Kiefer